# Debeli Lug (Žitorađa)
Debeli Lug (em cirílico: Дебели Луг) é uma vila da Sérvia localizada no município de Žitorađa, pertencente ao distrito de Toplica, na região de Toplica. A sua população era de 23 habitantes segundo o censo de 2011.

## Demografia
| 1948 | 1953 | 1961 | 1971 | 1981 | 1991 | 2002 | 2011 |
| ---- | ---- | ---- | ---- | ---- | ---- | ---- | ---- |
| 134  | 131  | 118  | 90   | 75   | 60   | 34   | 23   |